# Forte San Rocco (Malta)
Forte San Rocco, noto anche come Fort St. Roca in alcune mappe, è una fortificazione ubicata a Malta presso Calcara.

## Storia
La data di inizio della costruzione da parte dei britannici non è certa, ma si suppone che sia avvenuta tra la fine del 1872 ed il gennaio 1873.

Ubicato ad est di Fort Rinella fa parte di una serie di fortificazioni costiere a difesa della bocca est del Porto Grande. Rimase in servizio militare sino agli anni '50.